# Passerelle de la Colline
La passerelle de la Colline est un pont piéton sur l'Aire, situé sur le territoire de la commune de Lancy, dans le canton de Genève en Suisse.

## Localisation
La passerelle de la Colline est située quelques mètres en aval du pont des Briques, à l'entrée du parc Navazza-Oltramare, sur le chemin de la Colline. Son nom a été officiellement approuvé par le canton de Genève, sur proposition de la ville de Lancy, le 9 mai 2007.